# Philip J. Corso
Philip James Corso (22. května 1915 California, Pensylvánie – 16. července 1998 Jupiter, Florida) byl důstojník armády Spojených států amerických, ve které sloužil od 23. února 1942 do 1. března 1963. Dosáhl hodnosti podplukovníka.
V roce 1997 napsal knihu Den po Roswellu, ve které se pojednává o jeho údajném zapojení do výzkumu mimozemské technologie z Roswellského incidentu v roce 1947.
23. července 1997 byl hostem populární pozdní noční rozhlasové show, Coast to Coast AM s Arthur Williamem Bellem, kde hovořil o svém zapojení do Roswellského incidentu. Necelý rok nato zemřel na infarkt.

## Životopis

### Vojenská kariéra
Po vstupu do armády v roce 1942 působil v armádním zpravodajství v Evropě, kde se stal náčelníkem amerického kontrarozvědného sboru v Římě. V roce 1945 zařídil bezpečný průchod 10 000 židovských uprchlíků z druhé světové války z Říma do Britského mandátu Palestiny. Byl osobním vyslancem Giovanniho Battisty Montiniho ve Vatikánu, později papeže Pavla VI.
Během korejské války (1950–1953) působil ve zpravodajství pod vedením generála Douglase MacArthura, jako vedoucí oddělení specializovaných projektů divize Dálného východu. Jednou z jeho hlavních povinností bylo sledovat nepřátelské válečné zajatecké tábory v Severní Koreji. Byl také pověřen vyšetřováním odhadovaného počtu válečných zajatců ze Spojených států amerických a dalších států Organizace spojených národů. V roce 1992 na jednání Výboru pro výběr Senátu pro záležitosti válečných zajatců - MIA poskytl svědectví, v nichž zmínil, že v těchto severokorejských táborech bylo opuštěno mnoho stovek amerických válečných zajatců. Na těchto jednáních senátor John McCain odmítal nezdokumentovaná a nepodložená tvrzení Philipa J. Corsa, která pokládal za velmi těžko uvěřitelná. John McCain naznačil, že Corso si informace vymýšlel a v podstatě zavrhl svědectví, které Corso poskytl bezprostředně po tvrdém verbálním pokárání v živém vysílání. John McCain uvedl, že jeho informace byly získány od osob, které s Dwightem Eisenhowerem měli osobní vztahy a vedou ho k přesvědčení, že Eisenhower prostě nedokázal americkým válečným zajatcům po Korejské válce zajistit svobodu.
V letech 1953–1957 Philip J. Corso působil v radě National Security Council prezidenta Dwighta D. Eisenhowera. V roce 1961 se stal šéfem zahraničního technologického oddělení Pentagonu ve výzkumu a vývoji armády, kde spolupracoval s generálem Arthurem Trudeauem.

### Den po Roswellu
Ve své knize Den po Roswellu (spoluautor William J. Birnes) tvrdí, že pilotoval mimozemský stroj, který byl získaný během Roswellském incidentu v Novém Mexiku v roce 1947. Tvrdil, že byla sestavena tajná vládní skupina pod vedením admirála Roscoe H. Hillenkoettera, prvního ředitele Central Intelligence Agency (viz: Majestic 12). Mezi jeho úkoly patřilo shromažďování veškerých informací o mimozemských technologiích. Americká administrativa veřejnosti současně naznačila existenci létajících talířů.
Podle Philipa J. Corsa reverzní inženýrství těchto mimozemských artefaktů nepřímo vedlo k vývoji zařízení s urychleným svazkem částic, optickým vláknem, laserem, čipů s integrovanými obvody a kevlaru. V této knize tvrdí, že Strategická obranná iniciativa (SDI), neboli Hvězdné války, měla za cíl dosáhnout destrukce v elektrotechnických systémech v příchozích nepřátelských hlavicích, tedy i zneškodnění nepřátelských kosmických lodí, včetně těch mimozemského původu.
Zemřel na infarkt 16. července 1998.

## Galerie

### Osobní

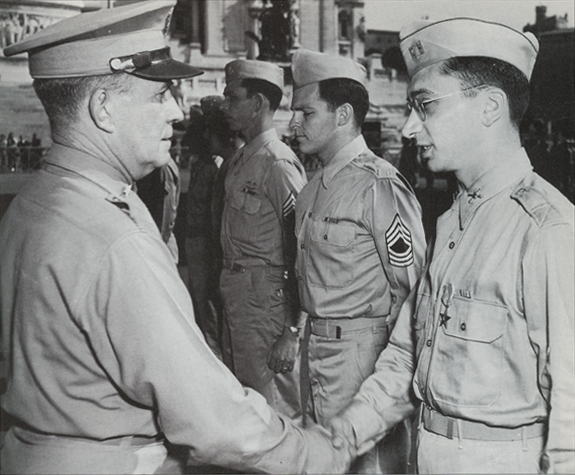
V Římě, 1945
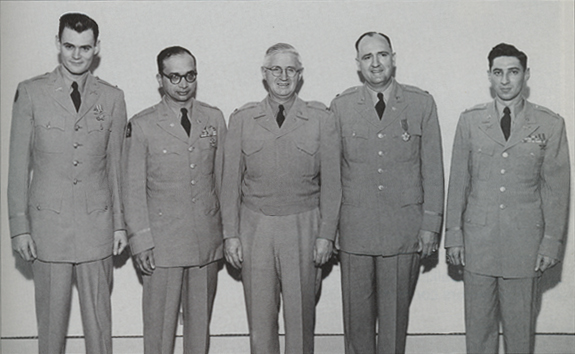
V Tokiu, 1953
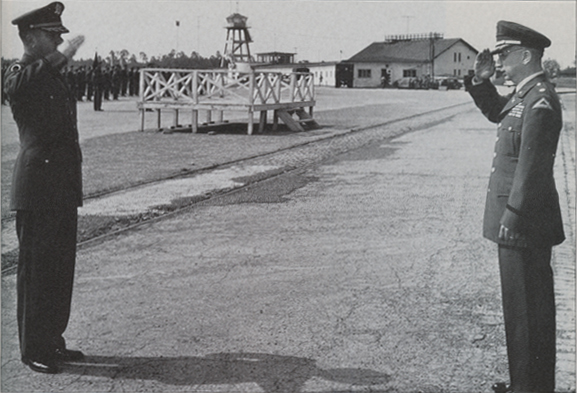
V Německu, 1960

### Dokumenty

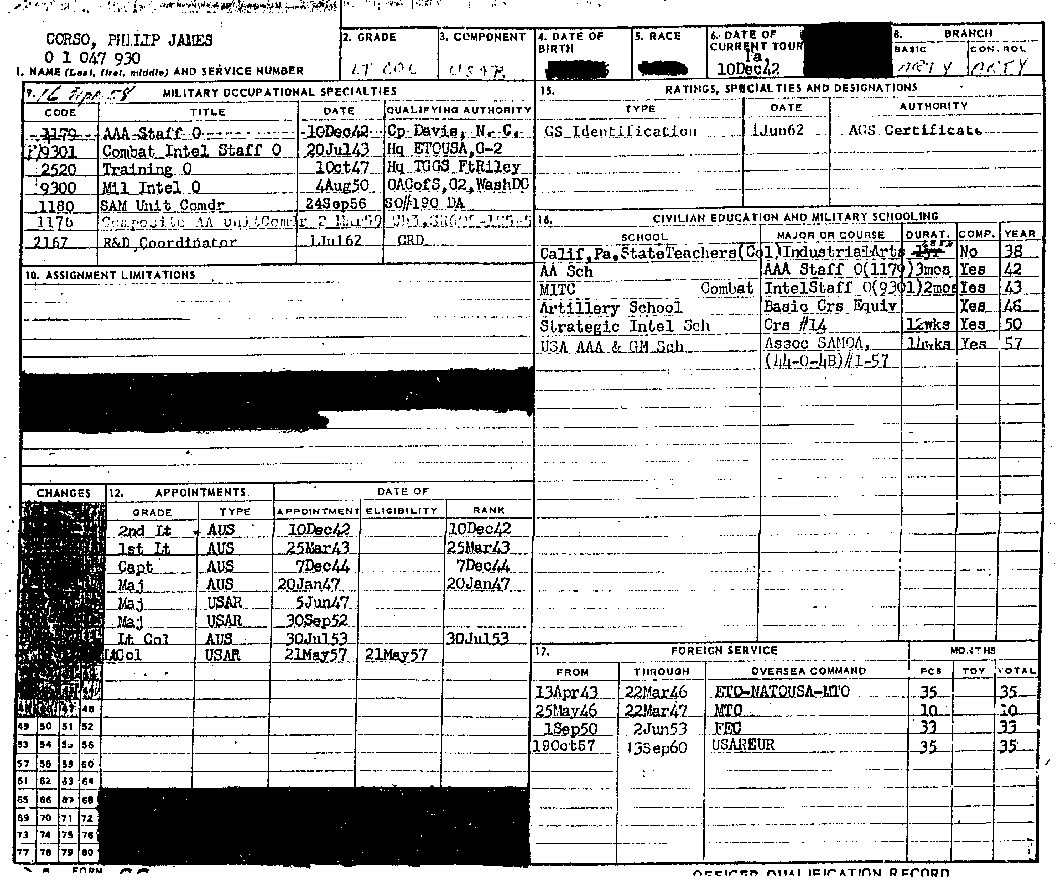
DA Form 66 (strana 1)
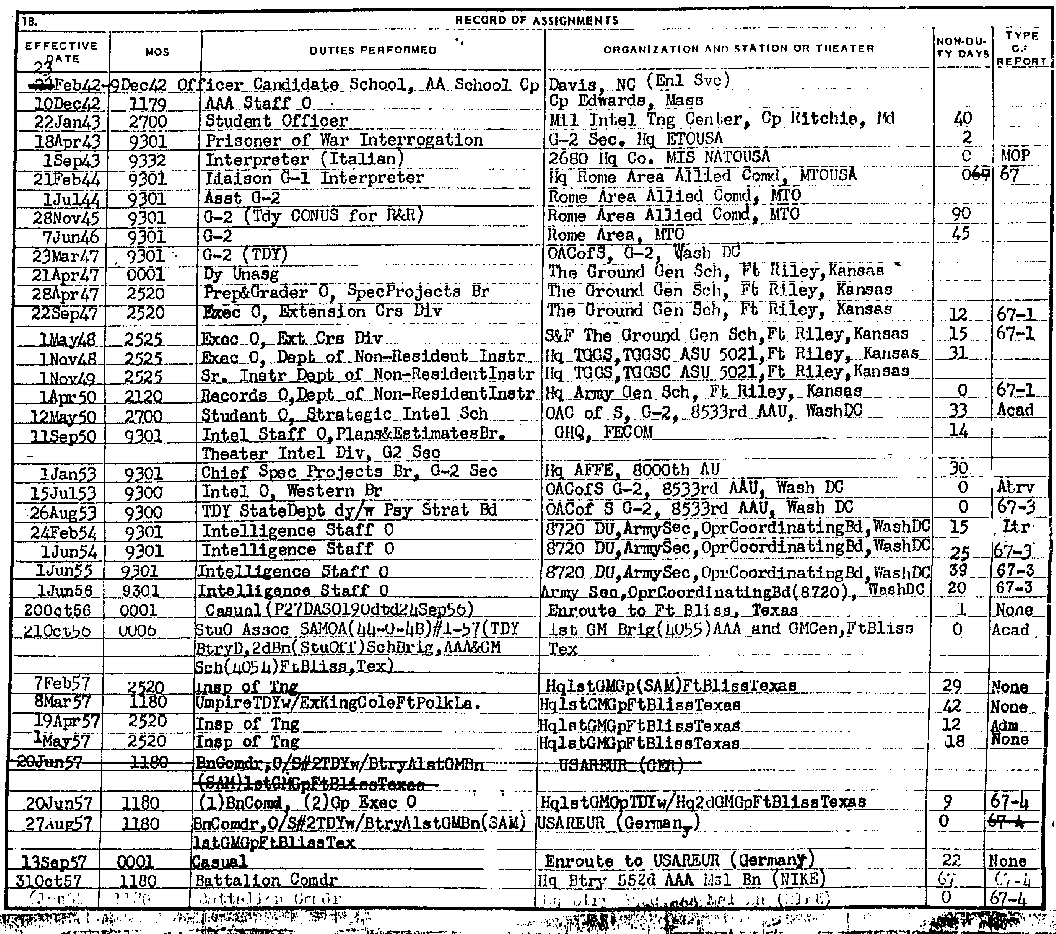
DA Form 66 (strana 2)
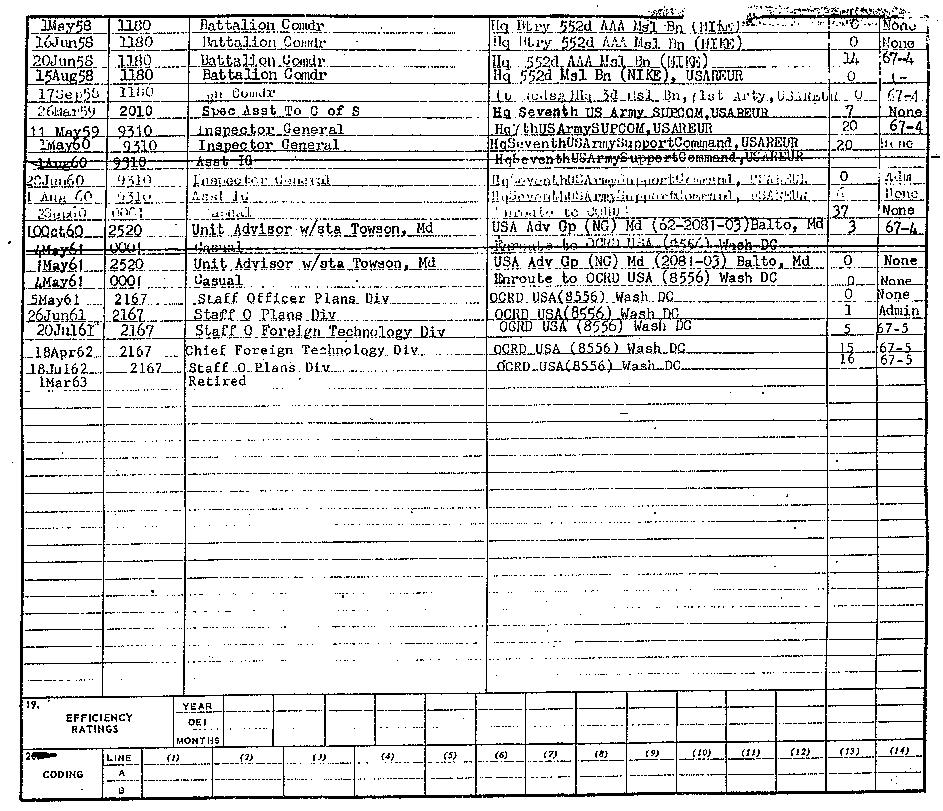
DA Form 66 (strana 3)
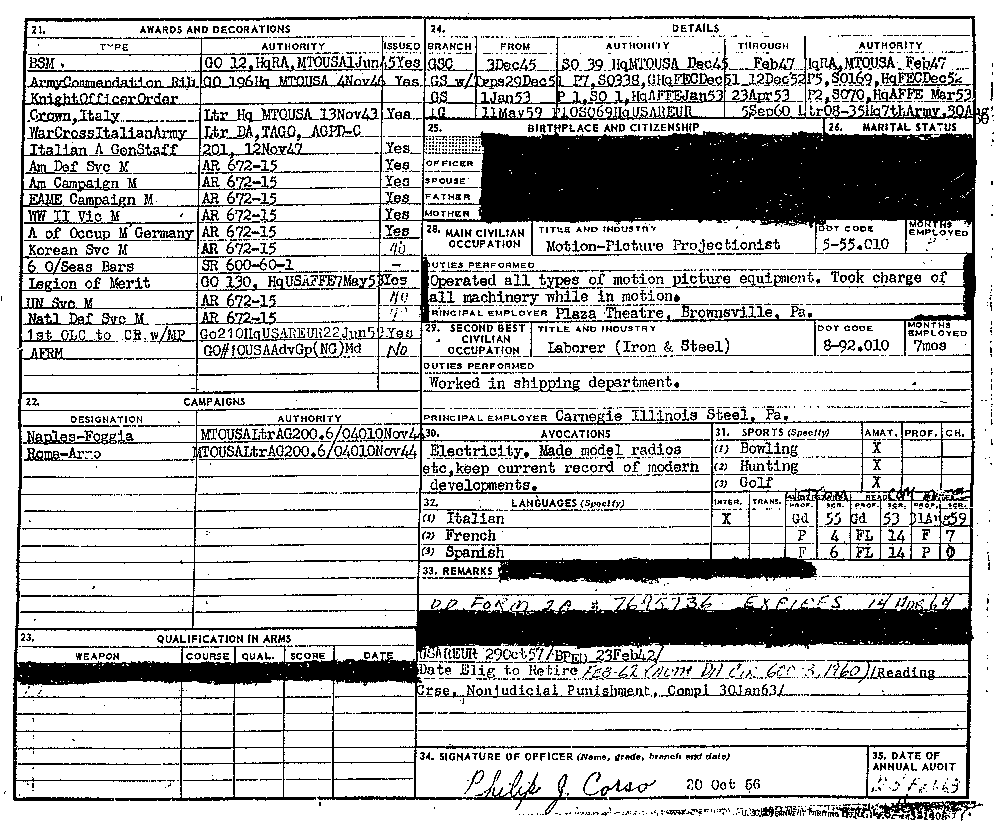
DA Form 66 (strana 4)
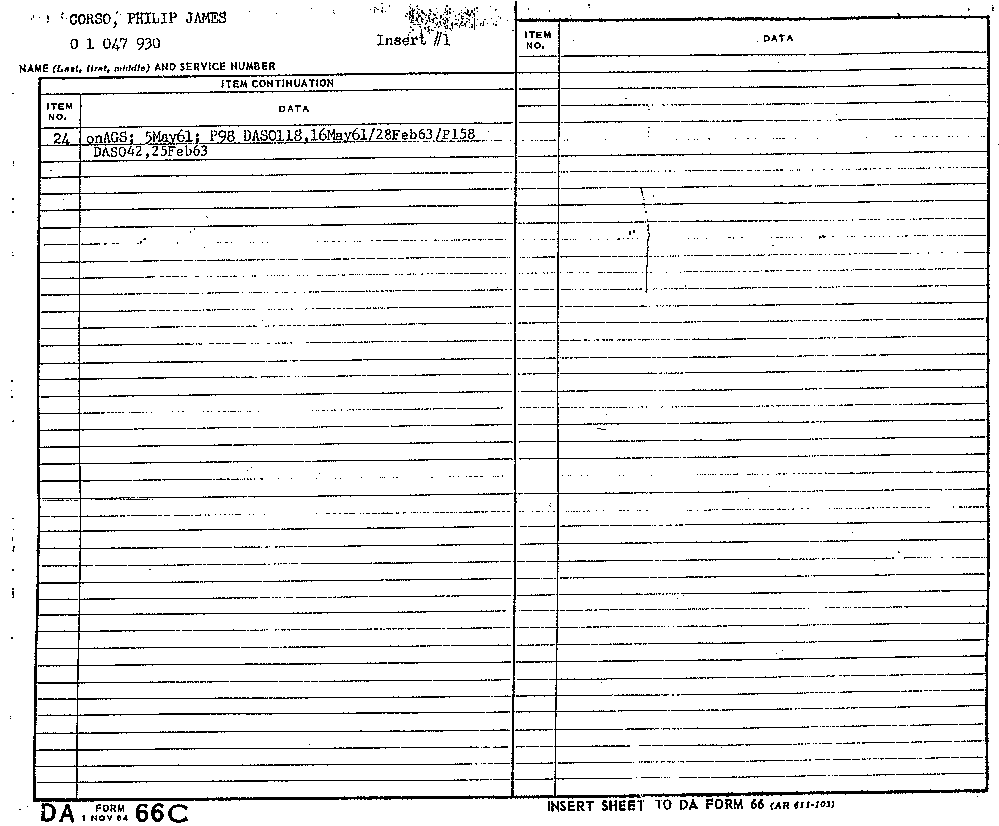
DA Form 66 (strana 5)

Jeho servisní číslo na jeho identifikační kartě bylo 01047930, jak bylo uvedeno v televizním vysílání.